# Château de La Rochette (Seine-et-Marne)
Pour les articles homonymes, voir Château de La Rochette.
Le château de La Rochette est une demeure située à La Rochette (Seine-et-Marne), en France. Notamment connue pour avoir accueilli le premier paratonnerre de Benjamin Franklin, elle est inscrite aux monuments historiques depuis 1978 et 1995.

## Situation et accès
L’édifice est situé sur un terrain entre l’allée Royale et l’impasse du château, vers le nord-est de La Rochette et sur les bords de Seine. Plus largement, il se trouve dans le département de Seine-et-Marne, en région Île-de-France.

## Histoire
Le château est édifié de 1772 à 1778 pour François-Thomas Moreau de la Rochette, selon les plans de l’architecte Victor Louis,. C’est sur ce bâtiment que Benjamin Franklin installe son premier paratonnerre. Des travaux de restauration sont entamés le 28 juillet 2020 pour convertir l’édifice en logements.

## Statut patrimonial et juridique
Les façades et toitures du château ainsi que l’escalier intérieur et le salon avec son décor font l’objet d’une inscription au titre des monuments historiques par arrêté du 7 septembre 1978, le château et le parc d’une autre inscription par arrêté du 31 octobre 1995, en tant que propriété de l’État.